# Hirtella rugosa
Hirtella rugosa là một loài thực vật có hoa trong họ Cám. Loài này được Thuill. ex Pers. mô tả khoa học đầu tiên năm 1805.